# Buddy Bailey

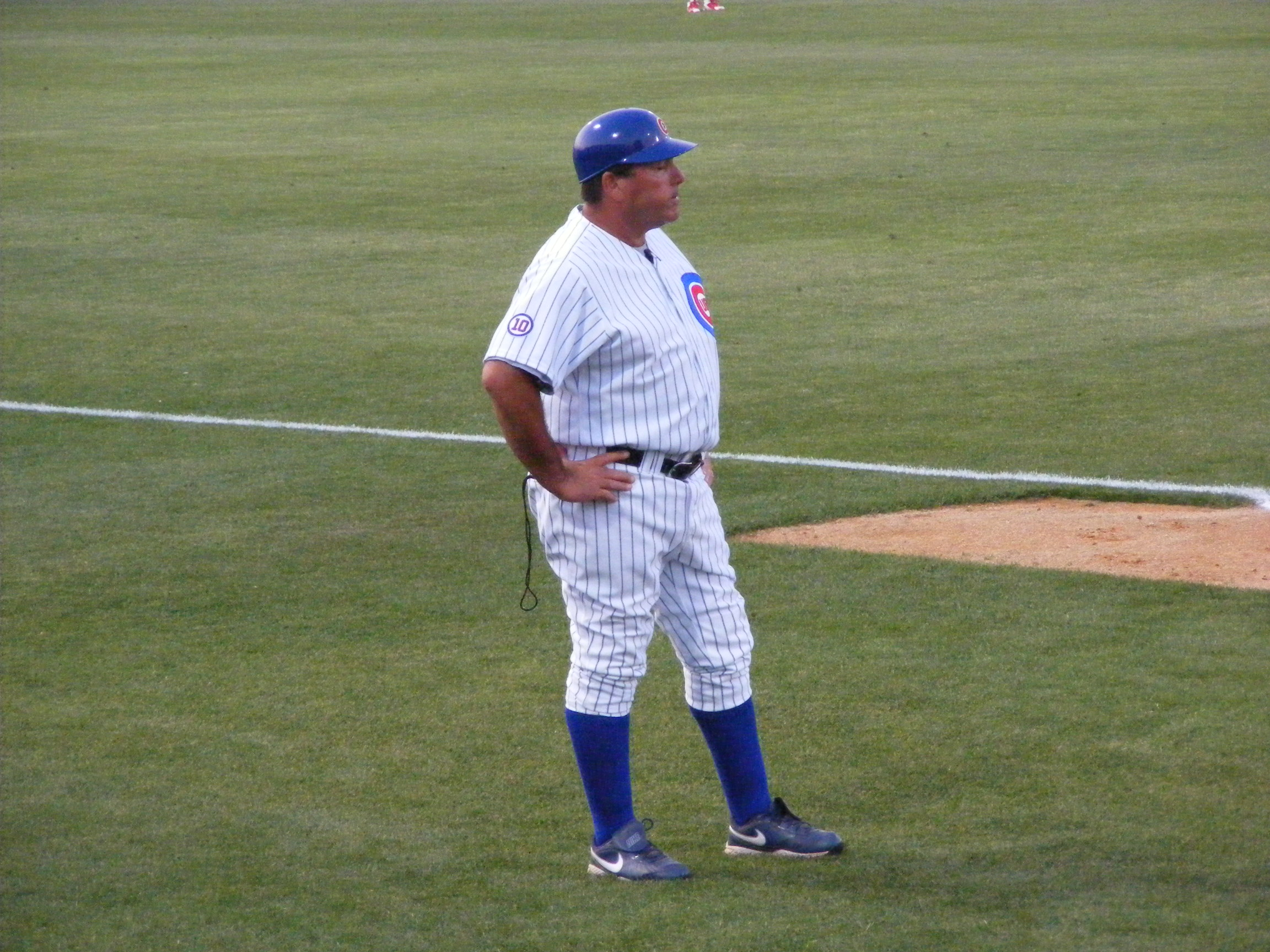
Buddy Bailey dirigiendo al equipo Daytona Cubs

Welby Sheldon "Buddy" Bailey (Norristown, Pensilvania, 28 de marzo de 1957) es un mánager de béisbol estadounidense, de amplia trayectoria en ligas menores con más de 19 temporadas al mando de equipos como el conjunto Pawtucket, AAA de los Boston Red Sox (7 temporadas, 504 ganados y 497 perdidos) y el Iowa AAA del conjunto filial de Chicago. También ha estado como instructor de bateo y de receptores en los equipos filiales de Chicago Cubs. En mayo de 2011, ganó su partido n.º 1500 en ligas menores. Actualmente es mánager del equipo Tennessee Smokies de la Southern League.
Sin embargo, es más conocido como mánager del equipo de béisbol venezolano Tigres de Aragua desde la temporada 2002-2003 hasta la 2013-2014. Bajo su mando, los Tigres consiguió seis títulos (en nueve finales, seis de ellas consecutivas) en solo 10 temporadas, superando a Regino Otero como el mánager con más campeonatos con un solo conjunto en la historia de la LVBP.[cita requerida] Además de la Serie del Caribe 2009 jugado en la ciudad mexicana de Mexicali, en donde Bailey es seleccionado como Mánager del Equipo Ideal de la Serie del Caribe. Asimismo, ganó el premio de Mánager del Año en la temporada 2006-2007, después de haber tenido el mejor récord en la historia de la LVBP en una campaña de 62 juegos.
Para el 2014, estuvo un par de temporadas dirigiendo a los Tiburones de La Guaira. En la temporada 2016-2017 regresa como entrenador de bateo de los Tigres de Aragua, y en la temporada 2017-2018 vuelve a dirigir a los Tigres de Aragua después que el mánager para ese entonces, Eduardo Pérez renunciara.

## Inicios
Graduado del Amherst County High School en Amherst, Virginia, y del Lynchburg College, Bailey firmó su primer contrato profesional con Bravos de Atlanta en 1979 como receptor. Bateaba y recibía con la derecha, medía 1,83 m y pesaba 87,5 kg. Con todo, nunca pudo llegar a las Grandes Ligas, ya que hizo toda su carrera en ligas menores (sobre todo clase A), con seis jonrones y un promedio al bate de .210 en cuatro temporadas. Luego de su retiro como jugador comenzó su carrera como mánager de los equipos menores de la organización Bravos de Atlanta entre 1983 y 1990, destacándose su banderín de la Southern League en 1988 al mando de Greenville Braves.

## Carrera en las Ligas Menores

### En la organización Medias Rojas de Boston
Bailey se unió a la organización Medias Rojas de Boston como mánager del equipo Lynchburg Red Sox de la Carolina League (clase AAA) para la temporada 1991-1992. En 1993 se convierte en mánager de Pawtucket Red Sox de la International League (clase AAA), el más joven de la historia del equipo en ese momento. Dirigió a los "PawSox" durante siete temporadas, repartidas en dos periodos (1993–1996; 2002–2004), jugando la final de la International League en 2003 donde fueron derrotados por Durham Bulls. Fue distinguido como Mánager del Año en dos ocasiones, 1996 y 2003.
Bailey estuvo una temporada (2000) como entrenador de banca de Medias Rojas de Boston, además se desempeñó como scout de esa organización, coordinador de campo de ligas menores e instructor de receptores entre 1997 y 1999, y en el 2001.

### En la organización Cachorros de Chicago
Bailey comenzó como instructor de receptores antes de asumir las riendas de Daytona Cubs de la Florida State League (clase A) a mediados de 2006. En 2007 fue mánager de Iowa Cubs de la Pacific Coast League (clase AAA), y terminó segundo en la clasificación de la División del Norte con récord de 79-65. Para 2008 dirigió a los Tennessee Smokies de la Southern League, dejando con marca de 62-77. 
Bailey regresó a Daytona en 2009 y los dirigió durante tres temporadas. En el año 2011 terminaron con registro de 79-61 durante la campaña regular y terminaron ganando el campeonato de la División Norte de Florida State League. Luego de eso, Bailey renovó su contrato con los Tennessee Smokies para la temporada 2012.

## Carrera en Venezuela
En el año 2002 llegó al equipo de Tigres de Aragua, una organización que había perdido en ese año la final ante los Navegantes del Magallanes en solo 5 juegos y que estaba dispuesta con una buena generación de jóvenes a romper una sequía de 27 años sin lograr una corona en la Liga Venezolana de Béisbol Profesional. El inicio de la temporada 2002-2003 fue espectacular para los maracayeros, tanto así que les permitió llegar al mes de diciembre con un contundente récord de 28 ganados y 11 perdidos, sin embargo, la temporada terminó siendo suspendida debido al Paro petrolero de 2002-2003 que afectó al país. Toda la directiva lamentó este hecho debido al ritmo que llevaba el equipo, sin embargo, esto no desanimó al estratega ni a sus dirigidos para volver, al siguiente año, a conseguir el pase al Round Robin y a la Serie Final, donde se enfrentarían a unos debutantes Caribes de Anzoátegui (Caribes de Oriente en ese momento) y en 5 juegos y después de 28 años, en la ciudad de Puerto La Cruz, los Tigres de Aragua consiguieron el ansiado título, esperado por tanto tiempo, significaba su cuarta corona en la pelota profesional. Después de allí, logró llegar a otras 7 finales y obtener 5 coronas, con mucho dramatismo, pero con victorias que alegraron al pueblo del estado Aragua. En 2009, logró además su primera Serie del Caribe 2009, disputada en Mexicali.
Sin embargo, hacia finales del 2013 y luego de una crisis de resultados y una eliminación previa, fue despedido del equipo que más glorias le dio, equipo al cual cuando llegó, tenía solo 3 campeonatos, y nada más con él al frente, duplicaron esa cifra, recuperando el respeto y el prestigio que los Tigres de Aragua han tenido en la liga.
En marzo de 2014, se anunció que regresaría al circuito venezolano, pero esta vez para ser dirigente de los Tiburones de La Guaira, club que vive la misma situación en la cual los Tigres estaban en su llegada al país en 2002, ya que dicho equipo litoralense acumula 28 años sin poder alzar el trofeo de campeón en la LVBP. Como dato anecdótico, en 2012 logró su último título hasta ahora como dirigente de la LVBP, dicho campeonato lo consiguió ante su nuevo equipo, que regresaba a una instancia final tras 25 años sin haber podido acceder a esa fase.
Luego de dos años al frente de los Tiburones de La Guaira, a los cuales clasificó hasta las semifinales en ambas temporadas pero no alcanzó llevarlos hasta la final, salió del equipo para dar paso a Oswaldo Guillén, quien para el momento era el único mánager latinoamericano en ganar la Serie Mundial de las Grandes Ligas y leyenda de la tropa varguense. Guillén aspiraba que Bailey se mantuviera en la organización escuala, sin embargo, eso no se pudo materializar y Bailey finalmente terminaría regresando a su antiguo club, Tigres de Aragua, esta vez para integrar el personal técnico del dirigente Eduardo Pérez, iniciando así su segunda etapa con el club de Maracay.
El 14 de diciembre de 2016 es despedido el mánager de los Tigres de Aragua Eduardo Pérez, lo que hace que Bailey pase a dirigir oficialmente al equipo bengalí, hasta enero de 2017.
En 2023 es designado nuevamente como dirigente de los bengalíes para la temporada 2023-24. En esa misma temporada, Bailey llegó a la cifra de 500 victorias como estratega en la LVBP, el 27 de diciembre del 2023 tras vencer en el primer juego de una doble tanda a Caribes de Anzoátegui.

### Registro de victorias y derrotas en la LVBP
Año - Equipo - Juegos Ganados - Juegos Perdidos
- 2002-2003 Tigres de Aragua 28-11

- 2003-2004 Tigres de Aragua 34-28 (C)

- 2004-2005 Tigres de Aragua 31-31 (C)

- 2005-2006 Tigres de Aragua 38-24 (SC)

- 2006-2007 Tigres de Aragua 41-21 (C)

- 2007-2008 Tigres de Aragua 32-31 (C)

- 2008-2009 Tigres de Aragua 36-27 (C)

- 2009-2010 Tigres de Aragua 28-35 (E)

- 2010-2011 Tigres de Aragua 33-30 (SC)

- 2011-2012 Tigres de Aragua 32-30 (C)

- 2012-2013 Tigres de Aragua 23-39 (E)

- 2013-2014 Tigres de Aragua 12-14 (D)

- 2014-2015 Tiburones de La Guaira 31-34 (SF)

- 2015-2016 Tiburones de La Guaira 33-30 (SF)

- 2016-2017 Tigres de Aragua Coach de Banca
- 2017-2018 Tigres de Aragua 12-14 (D)
- 2023-2024 Tigres de Aragua 29-26 (SF)

(C)= Campeón
(SC) = Subcampeón
(SF) = Semifinales
(E) = Eliminado
(D) = Despedido

### Premios en la LVBP
Mención - Equipo - Año
- Mánager del Año Tigres de Aragua 2006-2007
- Mánager del Equipo Ideal Tigres de Aragua Serie del Caribe 2009

### Títulos Obtenidos en la LVBP
Palmarés Local
6 Títulos - Con el Equipo Venezolano Tigres de Aragua
- 2003-2004: Vs Caribes de Anzoátegui
- 2004-2005: Vs Leones del Caracas
- 2006-2007: Vs Navegantes del Magallanes
- 2007-2008: Vs Cardenales de Lara
- 2008-2009: Vs Leones del Caracas
- 2011-2012: Vs Tiburones de La Guaira

Serie del Caribe
1 Título del Caribe - Con el Equipo Venezolano Tigres de Aragua
Serie del Caribe 2009 (Mexicali · México)